# Instituto Marinho da Universidade Memorial de Terra Nova
O Instituto de Pesca e Marinha da Universidade Memorial de Terra Nova (em inglês: Fisheries and Marine Institute of Memorial University of Newfoundland), popularmente conhecido como Instituto Marinho (MI), é uma escola politécnica oceânica e marinha pós-secundária localizada em São João da Terra Nova e Labrador, Canadá. É afiliado à Universidade Memorial de Terra Nova.
O Instituto Marinho é considerado a instituição mais abrangente do gênero na América do Norte, com instalações exclusivas, como dois simuladores de ponte para navios completos e o maior tanque de calha do mundo. Oferece graus, diplomas, certificações e treinamento industrial para o setor marítimo.